# Attention Attention (canción)
«Attention Attention» es una canción de la banda de rock estadounidense Shinedown. Fue lanzado el 24 de septiembre de 2019 como el cuarto y último sencillo del sexto álbum de estudio Attention Attention (2018). La canción alcanzó la cima de la lista Billboard Mainstream Rock Songs en enero de 2020. También alcanzó el puesto 30 en la lista Billboard Hot Rock & Alternative Songs en enero de 2020.

## Lanzamiento
La canción fue lanzada el 24 de septiembre de 2019 como el cuarto sencillo del sexto álbum de estudio de la banda, Attention Attention. El mismo día se lanzó un video musical adjunto.

## Temas y composición
Attention Attention es un álbum conceptual que, desde el principio hasta el final del álbum, "traza la vida de un protagonista individual desde mínimos insoportables hasta máximos abrasadores", y la pista aparece en la primera mitad del álbum. Mientras discutía la pista, Smith declaró:

"Attention Attention es una advertencia. Es como si tu alter ego saltara a la habitación de repente y comenzara a molestarte y empujarte un poco. Y luego comienzas a entrar en la parte psicológica de la canción. Es el otra dimensión del individuo, adónde va el otro lado de ellos, 'Nada sobre mí es ordinario/Todos mis amigos dicen que me estoy volviendo loco/No escucho una palabra de lo que dicen/Porque las voces en mi cabeza son legendario/Pero nunca les diré dónde están enterrados los cuerpos/Eso hace que regresen todos los días".

La canción tiene versos de estilo rap junto con un coro melódico.